# Saint-Pierre-Roche
Saint-Pierre-Roche – miejscowość i gmina we Francji, w regionie Owernia-Rodan-Alpy, w departamencie Puy-de-Dôme.
Według danych na rok 1990 gminę zamieszkiwało 385 osób, a gęstość zaludnienia wynosiła 23 osoby/km² (wśród 1310 gmin Owernii Saint-Pierre-Roche plasuje się na 482. miejscu pod względem liczby ludności, natomiast pod względem powierzchni na miejscu 569.).